# Edwin Thompson Jaynes
Pour les articles homonymes, voir Jaynes.
Edwin Thompson Jaynes (5 juillet 1922 - 20 avril 1998) a été professeur de physique à l'université Washington à Saint-Louis. Il a abondamment écrit au sujet de l'inférence bayésienne et son travail a contribué à en répandre les méthodes là où les statistiques classiques n'étaient pas en état de s'appliquer directement sans dommages financiers ou humains importants, ou tout simplement par mauvais conditionnement des données.
Il a contribué à signaler l'importance des travaux de Richard Threlkeld Cox et à les généraliser en montrant que les probabilités pouvaient être vues de façon parfaitement cohérente comme une extension au continu sur [0,1] de la logique à deux valeurs {faux, vrai}. Un théorème fondamental de l'apprentissage inductif démontré par Cox et généralisé par ses soins porte pour cette raison le nom de Théorème de Cox-Jaynes.
Son dernier livre, Probability Theory : The Logic of Science résume l'essentiel de son travail dans ce domaine, sous une forme claire et élémentaire. Il a également laissé un certain nombre de notes et un article concernant les mécanismes bayésiens apparemment utilisés dans les opérations mentales conscientes ou non.

## Articles liés
- Fondements : Probabilité
- Applications : Intelligence artificielle
- Principe d'entropie maximale
- Bayésianisme